# Кан Гим Сон
Кан Гим Сон (кор. 강금성; нар. 1 травня 1998) — північнокорейський борець вільного стилю, чемпіон та срібний призер чемпіонатів Азії, срібний призер Азійських ігор.

## Життєпис
Боротьбою почав займатися з 2008 року.
Виступає за спортивний клуб Пхеньяна. Тренер — Лі Мьон Хак.

## Спортивні результати на міжнародних змаганнях

### Виступи на Чемпіонатах світу
| Змагання                        | Збірна         | Вагова категорія          | Місце |
| ------------------------------- | -------------- | ------------------------- | ----- |
| Чемпіонат світу з боротьби 2018 | Північна Корея | вільна боротьба, до 57 кг | 16    |
| Чемпіонат світу з боротьби 2019 | Північна Корея | вільна боротьба, до 57 кг | 17    |

### Виступи на Чемпіонатах Азії
| Змагання                       | Збірна         | Вагова категорія          | Місце  |
| ------------------------------ | -------------- | ------------------------- | ------ |
| Чемпіонат Азії з боротьби 2018 | Північна Корея | вільна боротьба, до 57 кг | Золото |
| Чемпіонат Азії з боротьби 2019 | Північна Корея | вільна боротьба, до 57 кг | Срібло |

### Виступи на Азійських іграх
| Змагання           | Збірна         | Вагова категорія          | Місце  |
| ------------------ | -------------- | ------------------------- | ------ |
| Азійські ігри 2018 | Північна Корея | вільна боротьба, до 57 кг | Срібло |